# USS LST-854
O USS LST-854 foi um navio de guerra norte-americano da classe LST que operou durante a Segunda Guerra Mundial.